# Mondelēz International
Mondelēz International, Inc. (dawniej Kraft Foods, Inc.) – globalny koncern spożywczy zajmujący się wytwarzaniem produktów żywnościowych i napojów.

## Opis
Przedsiębiorstwo powstało w 1903, jego założycielem był James Kraft, od nazwiska którego wzięła się pierwotna nazwa przedsiębiorstwa.
Od stycznia 2010 do koncernu Kraft należała także spółka Cadbury, a wraz z nią polska marka słodyczy E. Wedel. Kraft w czerwcu 2010 sprzedał E. Wedel koreańsko-japońskiej spółce Lotte, produkującej m.in. artykuły spożywcze. Sprzedaż była jednym z warunków, które postawiła Komisja Europejska, by zgodzić się na wielką fuzję na rynku spożywczym, w wyniku której amerykański Kraft Foods i brytyjskie Cadbury połączyły się w jeden podmiot.
W październiku 2012 nastąpił podział koncernu na dwa osobne przedsiębiorstwa: pod firmą Kraft Foods Group (artykuły spożywcze, rynek północnoamerykański) oraz Kraft Foods, które równocześnie zmieniło nazwę na Mondelēz International.

## Działalność w Polsce

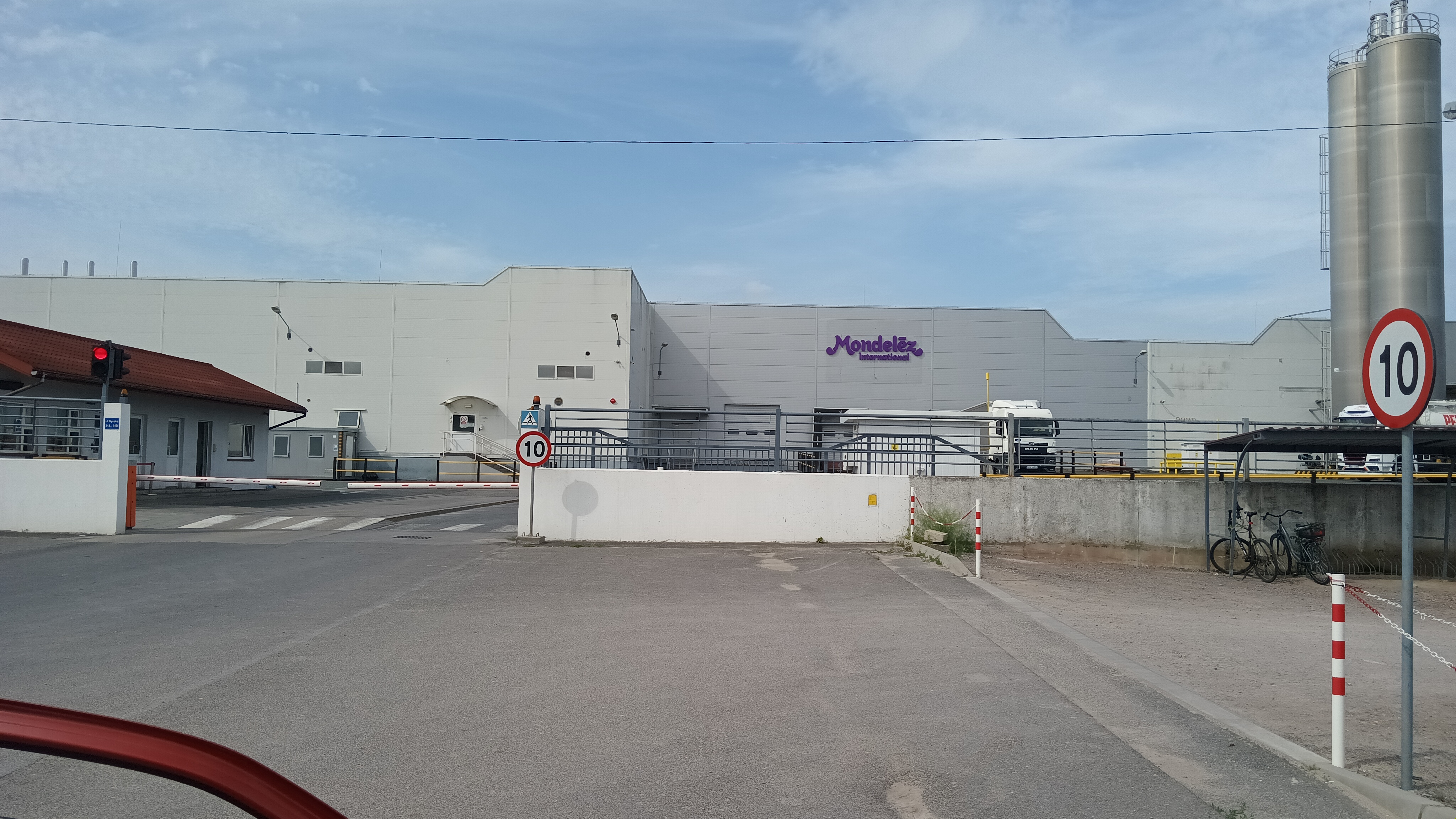
Fabryka rogalików „7 days” Mondelēz (Tomaszów Mazowiecki)

W Polsce Mondelēz posiada siedem zakładów produkcyjnych: w Cieszynie, Płońsku i Jarosławiu (produkcja ciastek), Tomaszowie Mazowieckim (produkcja przekąsek) oraz w Jankowicach, Bielanach Wrocławskich i Skarbimierzu (produkcja czekolady). W 2017 koncern otworzył w Bielanach Wrocławskich jedno ze swoich dziewięciu globalnych centrów badawczo-rozwojowych – Centrum Badań, Rozwoju i Jakości Mondelēz International. Docelowo ma w nim pracować 250 osób. W 2023 Mondelēz sprzedał zakład produkujący gumy do żucia Stimorol w Skarbimierzu spółce Perfetti Van Melle.